# 伊丽莎白·「莉比」
伊丽莎白·「莉比」（Elizabeth "Libby"），是美國廣播公司懸疑類電視連續劇《迷失》的角色之一，由辛茜娅·沃特罗斯（Cynthia Watros）飾演。